# Zeuxipe (esposa de Pandíon)
|  | Per a altres significats, vegeu «Zeuxipe». |

Zeuxipe, segons la mitologia grega, va ser una nimfa, filla del déu fluvial Erídan, que es casà amb Pandíon, rei d'Atenes, i fou mare de Butes, Erecteu, Filomela i Procne. Era germana de Praxítea, la mare de Pandíon.